# Wilguens Paugain
Wilguens Raphaël Polynice Paugain (Yvoy-le-Marron, 24 agosto 2001) è un calciatore haitiano, difensore dello Zulte Waregem e della nazionale haitiana.

## Carriera

### Club
Cresciuto nel settore giovanile di Épinal e Nancy, dopo aver militato nelle formazioni B di entrambe la squadre ha iniziato la sua carriera professionistica a Cipro, con la maglia dell'Akritas Chlōrakas nel 2022. Nel 2023 è stato acquistato dai lettoni dell'Auda Ķekava dove ha trascorso due stagioni disputando complessivamente 21 incontri.
Nel 2024 è stato acqusitato dal St. Pölten, dove ha trascorso la prima metà di stagione prima di passare in prestito allo Zulte Waregem; al termine della stagione, doo aver contribuito con 3 presenze alla vittoria della seconda divisione belga, è stato riscattato.

### Nazionale
Nel 2018 ha giocato 2 incontri con la nazionale francese Under-18.
Il 22 marzo 2025 ha debuttato con la nazionale maggiore haitiana nell'amichevole vinta 3-0 contro l'Azerbaigian.

## Statistiche

### Presenze e reti nei club
Statistiche aggiornate all'11 giugno 2025.
| Stagione           | Squadra            | Campionato         | Campionato | Campionato | Coppe nazionali | Coppe nazionali | Coppe nazionali | Coppe continentali | Coppe continentali | Coppe continentali | Altre coppe | Altre coppe | Altre coppe | Totale | Totale | Totale |
| Stagione           | Squadra            | Comp               | Pres       | Reti       | Comp            | Pres            | Reti            | Comp               | Pres               | Reti               | Comp        | Pres        | Reti        | Pres   | Reti   |        |
| ------------------ | ------------------ | ------------------ | ---------- | ---------- | --------------- | --------------- | --------------- | ------------------ | ------------------ | ------------------ | ----------- | ----------- | ----------- | ------ | ------ | ------ |
| 2018-2019          | Nancy 2            | N3                 | 1          | 0          | -               | -               | -               | -                  | -                  | -                  | -           | -           | -           | 1      | 0      |        |
| 2020-2021          | Nancy 2            | N3                 | 4          | 0          | -               | -               | -               | -                  | -                  | -                  | -           | -           | -           | 4      | 0      |        |
| Totale Nancy 2     | Totale Nancy 2     | Totale Nancy 2     | 5          | 0          |                 | -               | -               |                    | -                  | -                  |             | -           | -           | 5      | 0      |        |
| 2022-2023          | Akritas Chlōrakas  | A                  | 21         | 0          | CC              | 2               | 0               | -                  | -                  | -                  | -           | -           | -           | 23     | 0      |        |
| 2023               | Auda Ķekava        | VL                 | 3          | 0          | CL              | 0               | 0               | -                  | -                  | -                  | -           | -           | -           | 3      | 0      |        |
| 2024               | Auda Ķekava        | VL                 | 18         | 0          | CL              | 0               | 0               | -                  | -                  | -                  | -           | -           | -           | 18     | 0      |        |
| Totale Auda Kekava | Totale Auda Kekava | Totale Auda Kekava | 21         | 0          |                 | 0               | 0               |                    | -                  | -                  |             | -           | -           | 21     | 0      |        |
| 2024-gen. 2025     | St. Pölten         | 2L                 | 14         | 0          | CA              | 1               | 0               | -                  | -                  | -                  | -           | -           | -           | 15     | 0      |        |
| gen.-giu. 2025     | Zulte Waregem      | CPL                | 3          | 0          | CB              | 0               | 0               | -                  | -                  | -                  | -           | -           | -           | 3      | 0      |        |
| Totale carriera    | Totale carriera    | Totale carriera    | 64         | 0          |                 | 3               | 0               |                    | -                  | -                  |             | -           | -           | 67     | 0      |        |

### Cronologia presenze e reti in nazionale
| Cronologia completa delle presenze e delle reti in nazionale ― Haiti | Cronologia completa delle presenze e delle reti in nazionale ― Haiti | Cronologia completa delle presenze e delle reti in nazionale ― Haiti | Cronologia completa delle presenze e delle reti in nazionale ― Haiti | Cronologia completa delle presenze e delle reti in nazionale ― Haiti | Cronologia completa delle presenze e delle reti in nazionale ― Haiti | Cronologia completa delle presenze e delle reti in nazionale ― Haiti | Cronologia completa delle presenze e delle reti in nazionale ― Haiti |
| Data                                                                 | Città                                                                | In casa                                                              | Risultato                                                            | Ospiti                                                               | Competizione                                                         | Reti                                                                 | Note                                                                 |
| -------------------------------------------------------------------- | -------------------------------------------------------------------- | -------------------------------------------------------------------- | -------------------------------------------------------------------- | -------------------------------------------------------------------- | -------------------------------------------------------------------- | -------------------------------------------------------------------- | -------------------------------------------------------------------- |
| 22-3-2025                                                            | Sumqayıt                                                             | Azerbaigian                                                          | 0 – 3                                                                | Haiti                                                                | Amichevole                                                           | -                                                                    | 76’                                                                  |
| 10-6-2025                                                            | Port-au-Prince                                                       | Haiti                                                                | 1 – 5                                                                | Curaçao                                                              | Qual. Mondiali 2026                                                  | -                                                                    | 46’                                                                  |
| 19-6-2025                                                            | Houston                                                              | Trinidad e Tobago                                                    | 1 – 1                                                                | Haiti                                                                | Gold Cup 2025 - 1° turno                                             | -                                                                    | 70’                                                                  |
| 22-6-2025                                                            | Arlington                                                            | Stati Uniti                                                          | 2 – 1                                                                | Haiti                                                                | Gold Cup 2025 - 1° turno                                             | -                                                                    | 88’                                                                  |
| Totale                                                               |                                                                      | Presenze                                                             | 4                                                                    |                                                                      | Reti                                                                 | 0                                                                    |                                                                      |

## Palmarès

### Club

#### Competizioni nazionali
- Challenger Pro League: 1

Zulte Waregem: 2024-2025